# Poenulus
Poenulus (Le Petit Carthaginois, L'oncle de Carthage) est une pièce de l'auteur comique latin Plaute. Le prologue donne comme titre Patruus (L'Oncle)
La pièce a probablement été créée vers 189 av. J.-C., donc peu de temps après la deuxième guerre punique.
L'œuvre est surtout connue pour contenir du texte en langue punique transcrit en caractères latins, texte dit par un personnage nommé Hannon (nom très répandu dans l'onomastique punique) dans le Ve acte. Les passages ont fait l'objet d'études approfondies à plusieurs reprises, en particulier par le spécialiste français Maurice Sznycer en 1967.

## Argument
ARGUMENT ACROSTICHE, attribué à Priscien le grammairien. (traduction de J. Naudet, Paris, Lefèvre, 1845, Théâtre de Plaute, tome IV):
"Un enfant de sept ans est volé à Carthage ; un vieillard, qui déteste les femmes, l'achète, l'adopte, et le fait son héritier. Deux cousines de cet enfant sont enlevées avec leurs nourrices : Lycus les achète et chagrine l'amoureux ; mais celui-ci introduit son fermier avec de l'or chez le marchand, qu'il enveloppe ainsi dans une accusation de vol. Le Carthaginois Hannon arrive, retrouve le fils de son frère, et reconnaît ses deux filles qu'il avait perdues.»

## Source
Καρχηδόνιος (Karchèdonios, Le Carthaginois) d'Alexis (IVe siècle av. J.-C.)

## Personnages
AGORASTOCLÈS , jeune homme amoureux d'Adelphasie.
MILPHION, esclave d'Agorastoclès.
ADELPHASIE, fille d'Hannon tombée entre les mains du maquereau Lycus.
ANTÉRASTILE, fille d'Hannon tombée entre les mains du maquereau Lycus.
LYCUS, maquereau.
ANTHÉMONIDÈS, soldat amoureux d'Antérastile.
TEMOINS d'Agorastoclès.
COLLYBISCUS, fermier d'Agorastoclès
SYNCÉRASTE, esclave de Lycus.
HANNON , Carthaginois.
GIDDÉNÉMÉ, nourrice d'Adelphasie et d'Antérastile.
UN JEUNE ESCLAVE.
La scène est à Calydon.